# Rhizanthella
Genre
Classification phylogénétique
Synonymes
- Cryptanthemis  Rupp

Rhizanthella, communément appelée orchidées souterraines , est un genre de plantes à fleurs de la famille des Orchidaceae, qui est endémique d'Australie. Toutes ces plantes sont dépourvus de feuilles et vivent sous terre en symbiose avec des champignons mycorhiziens . L' inflorescence est une tête de fleurs maintenue au niveau, ou juste au-dessus, du sol mais principalement recouverte de terre ou d'une litière de feuilles. On sait peu de choses sur le mécanisme de pollinisation.

## Description
Les orchidées du genre Rhizanthella sont, pour la plupart, des herbes souterraines, vivaces, sympodiales et mycotrophes avec des tiges souterraines charnues qui produisent de nouvelles pousses aux nœuds où se trouvent des cataphylles incolores ressemblant à des feuilles. Il n'y a pas de racines et de nouveaux tubercules se forment au bout de tiges courtes. Les feuilles sont réduites à des structures en forme d'écailles dépourvues de chlorophylle, pressées contre les tiges et les engainant ,,.
L'inflorescence est une tête , en forme de coupelle, contenant de nombreuses fleurs qui est maintenue au niveau du sol, ou juste au-dessus, mais la tête est généralement recouverte d'une litière de feuilles ou de terre. La tête est entourée d'un grand nombre de bractées qui se chevauchent et chaque fleur possède aussi une bractée dressée et allongée à sa base. Les fleurs sont non résupinées, disposées en spirale, tournées vers l’intérieur, de couleur terne et dépourvues de tige. Les sépales et les  pétales forment un capuchon court et incurvé sur le labelle et la colonne (Gynostème), ouvert d'un côté. Les sépales latéraux sont joints entre eux et au sépale dorsal à leur base. Les pétales sont reliés par leur base à la colonne et sont plus courts que les sépales. Le labelle est différent en taille, forme et coloration des autres pétales et sépales, il est plus épais, charnu et ne contient pas de nectar . La colonne est courte avec des ailes courtes. La floraison dépend des espèces, elle est suivie d'un fruit qui est une baie non fendue (indéhiscente ) et qui contient 50 à 100 graines , , .

Les orchidées souterraines ne possèdent pas de chloroplastes mais elles conservent des gènes de  plastes, bien que R. gardneri possède l'un des plus petits génomes d'organites jamais décrits dans les plantes terrestres .

## Taxonomie et dénomination
La première description formelle d'une orchidée souterraine a été réalisée par Richard Sanders Rogers qui a publié sa description de R. gardneri dans Journal of the Royal Society of Western Australia en 1928 ,. Le nom «Rhizanthella» est un diminutif de Rhizanthes, une plante parasite de la famille des Rafflesiaceae .
Le nom «Rhizanthes» est dérivé du grec ancien rhiza signifiant « racine »  :666 et anthos signifiant « fleur »  :338 .

### Liste des Espèces
Avec la dernière espèce découverte en 2020 , ce genre comporte 5 membres.
- Rhizanthella gardneri R.S.Rogers (1928)[10]– orchidée souterraine de l'ouest (W.A.)
- Rhizanthella johnstonii K.W.Dixon & Christenh. (2018)[11] – orchidée souterraine de la côte sud (W.A.)
- Rhizanthella omissa D.L.Jones & M.A.Clem.  (2006)[12] - orchidée du Parc national de Lamington dans le Queensland
- Rhizanthella slateri (Rupp) M.A.Clem. &  P.J.Cribb (1984)[13] – orchidée souterraine de l’est de l’Australie (N.S.W.)
- Rhizanthella speciosa M.A.Clem. & D.L.Jones (2020)[14]  - orchidée souterraine de Nouvelle-Galles du Sud

## Distribution et habitat
Rhizanthella gardneri se rencontre dans le sud-ouest de l'Australie-Occidentale  où elle pousse en association avec le genêt (Melaleuca uncinata) . R. johnstonii, également originaire de l'État de Washington, a été séparé de R. gardneri en 2018 ,. Rhizanthella omissa n'a été collectée qu'une seule fois, à une altitude  de 1 200 m  dans le parc national de Lamington au Queensland . Rhizanthella slateri, anciennement connue sous le nom de Cryptanthemis slateri, se rencontre  dans les Blue Mountains et des chaînes similaires en Nouvelle-Galles du Sud où elle pousse dans  les forêts sclérophylles.  R. speciosa a été découvert en 2016 dans la forêt sclérophylle humide de Barrington Tops (en) , ce qui contraste avec l'habitat de forêt sèche plus ouvert de R. slateri  .

## Écologie
Le mécanisme de pollinisation de Rhizanthella n'est pas connu. Un seul spécimen d'une petite mouche du genre Megaselia (en), quelques petites guêpes et termites sont les seules observations d'insectes porteurs de pollinies de Rhizanthella .
Un seul autre végétal est connu, pour le moment, avec un mode de reproduction similaire. Il s'agit d'un palmier ; Pinanga subterranea. Sa découverte étant assez récente, la fécondation de ses fleurs souterraines n'a pas encore été étudiée.

## Lire aussi
- Jones, David L. (2006).A complete guide to native orchids of Australia: including the island territories. Frenchs Forest  (ISBN 1-877069-12-4).
- Underground orchid - Rhizanthella gardneri at ARKive.org (includes photographs)
- Rhizanthella sur Commons

- Australian Plant Name Index
- FloraBase
- Germplasm Resources Information Network
- Global Biodiversity Information Facility
- iNaturalist
- Interim Register of Marine and Nonmarine Genera
- International Plant Names Index
- Plants of the World Online
- Tropicos

- Israël